# Unter anderen Umständen: Für immer und ewig
Für immer und ewig ist ein deutscher Fernsehfilm von Judith Kennel aus dem Jahr 2020. Es handelt sich um die 18. Folge der Krimiserie Unter anderen Umständen mit Natalia Wörner in der Hauptrolle.

## Handlung
Nadja Dahlmann wird in ihrem Haus erdrosselt aufgefunden. Kommissarin Jana Winter und ihr Kollege Matthias Hamm übernehmen die Ermittlungen und sehen sich am Tatort um. Gestört werden sie dabei von der neugierigen Nachbarin Doreen Hahn, die sich angeblich um die nun herrenlose Katze kümmern möchte. Die Auffindesituation erinnert an einen ähnlichen Fall, der sich vor 15 Jahren ereignet hat. Da der damalige Täter, Jan Littkovski, in Kürze aus der Haft entlassen werden soll und zum Zeitpunkt der Tat Freigänger war, fällt der Verdacht sofort auf ihn. Als Alibi gibt Littkovski an, die ganze Zeit bei seiner Verlobten gewesen zu sein, die er über eine Brieffreundschaftsvermittlung für Strafgefangene kennengelernt hatte. Winter stellt verwundert fest, dass es sich dabei um Doreen Hahn handelt. Sie bestätigt zwar die Angaben ihres Verlobten, doch halten die Ermittler es schon für sehr verdächtig, dass es sich bei dem Opfer um eine Frau handelt, die im unmittelbaren Umfeld eines Freigängers wohnte. Als DNA-Spuren von Littkovski im Haus von Nadja Dahlmann gefunden werden, kann er sich dies nicht erklären. Er gibt an, dass er noch nie im Haus dieser Frau gewesen wäre. Winter fällt es schwer, dem Verdächtigen zu glauben, zumal er neben Doreen Hahn noch mit einer anderen Frau eine Brieffreundschaft eingegangen war. Doch Matthias Hamm hat eine ganz andere Theorie. Für ihn machte der Fundort der Leiche den Eindruck, als ob alles extra so arrangiert war, um auf Littkovski als Täter hinzuweisen. Da dessen Verlobte seine Vergangenheit kannte und auch Zugang zu seiner DNA hat, wäre es denkbar, dass sie dahintersteckt. Frauen, die sich auf Inhaftierte einlassen, sehen diese Männer oftmals lieber in sicherer Verwahrung, weil diese sie dann auch nicht verlassen können.
Nachdem es Indizien dafür gibt, dass Littkovski nicht die ganze Zeit mit Doreen Hahn zusammen war, wird diese noch einmal befragt und räumt ein, dass ihr Verlobter am Abend doch auch allein unterwegs gewesen sei. Eine weitere Befragung wird jäh gestoppt, nachdem Hahn einen epileptischen Anfall erleidet und klinisch versorgt werden muss. Dennoch macht sich die Frau immer mehr verdächtig, als sich herausstellt, dass sie versucht Beweise zu vernichten, die gegen ihren Verlobten sprechen könnten. Mittlerweile kann Littkovski aber als Täter ausgeschlossen werden.
Auf dem Notebook des Opfers werden Mails entdeckt, die für ein Date am Tatabend sprechen. Die IP-Adresse des Absenders führt in die JVA. Hier haben neben Littkovski auch andere Inhaftierte zeitlich begrenzten Zugang zu einem Computer. Da aber keiner von denen an dem betreffenden Tag Freigang hatte, kommt davon auch keiner in Frage. Die Spur führt dagegen zu einem Mitarbeiter der JVA. Christian Neumann hatte aufgrund der gesichteten Briefe an die Gefängnisinsassen von allen privaten Details Kenntnis und auch, wann die Freigänger Urlaub bekamen. So konnte er ganz geschickt alles so arrangieren, dass man Littkovski für seinen Mord verdächtigen musste. Nach Aussage seines Vorgesetzten hat Neumann starke psychische Probleme, seit ihn seine Frau vor vier Jahren verließ. Als Neumann bemerkt, wie sich die Ermittlungen doch gegen ihn richten, versucht er Littkovski zu erschießen, was Matthias Hamm aber verhindern kann. Neumann wird festgenommen und gibt an, dass er nicht verstehen konnte, wie so jemand wie Littkovski Glück in der Liebe hatte, er aber nicht.

## Nebenhandlung
Winters Sohn Leo beginnt allmählich seiner eigenen Wege zu gehen. So hat er eine erste Freundin, die er zu beeindrucken versucht und dabei in eine Polizeikontrolle gerät. Da er ohne zulässigen Führerschein mit ihr auf einem Moped unterwegs war, versucht Arne Brauner ihm zu helfen. Als Jana Winter davon erfährt, ist sie entsprechend verärgert und erklärt ihrem Sohn, dass er doch mehr Vertrauen zu seiner Mutter haben solle. Leo verspricht zukünftig ehrlicher zu ihr zu sein.

## Hintergrund
Für immer und ewig wurde vom 18. Februar bis zum 16. März 2020 in Flensburg und Hamburg gedreht und am 1. März 2021 im ZDF als Fernsehfilm der Woche gesendet.
Ihren Filmsohn Leo Winter spielt Natalia Wörners leiblicher Sohn Jacob Lee Seeliger.

## Rezeption

### Einschaltquoten
Die Erstausstrahlung von Für immer und ewig am 1. März 2021 im ZDF verfolgten 7,51 Millionen Zuschauer, dies entsprach Marktanteilen von 22,3 Prozent.

### Kritiken
Tilmann P. Gangloff schrieb bei Tittelbach.tv: „Auf handwerklich gewohnt hohem Niveau erzählen Elke Rössler (Buch) und Judith Kennel (Regie) […] eine Geschichte, in der nichts dem ersten Anschein entspricht.“ „‚Für immer und ewig‘ beeindruckt neben der Zeichnung der Figuren nicht zuletzt durch die mit großer Sorgfalt inszenierten Details. Ähnlichen Anteil an der Qualität des Films hat die Arbeit mit den Schauspielern.“
Bei film-rezensionen wertete Oliver Armknecht: In diesem Krimi würden „reichlich falsche Fährten auslegt [sodass man] unentwegt rätseln darf. Allerdings darf man keine besonders hohen Erwartungen an die Glaubwürdigkeit haben. Schon der Einstieg von Unter anderen Umständen: Für immer und ewig mit der ‚zufälligen‘ Verbindung zum alten Fall ist recht konstruiert. Die Auflösung wiederum kommt aus heiterem Himmel, da wurde schon etwas mit gezinkten Karten gespielt. Dennoch, in der Flut aus TV-Krimis, die jede Woche auf den öffentlich-rechtlichen Sendern über das Publikum hinwegfegt, ist das hier einer der sehenswerteren der letzten Zeit.“
Matthias Hannemann von der FAZ schrieb: „Geht nicht anders, könnte man meinen: Die Drehbuchautorin hebt sich den entscheidenden Pfeil im Köcher fürs Finale auf. Aber hinter die Psychologie der Tat kommt man so kaum, und Spannung stellt sich nicht ein, obwohl die opulente Filmmusik von Mario Grigorov das Gegenteil suggeriert.“